# Campeonato Europeu de Atletismo em Pista Coberta de 2005
O 28º Campeonato Europeu de Atletismo em Pista Coberta foi realizado no Palacio de Deportes, em Madri, Espanha, entre os dias 4 e 6 de março de 2005. 41 nações participaram do torneio com 563 atletas em 28 modalidades. 

## Medalhistas
Masculino 
| Evento               | Ouro                                                                                | Prata                                                                                              | Bronze                                                                                               |
| 60 m                 | Jason Gardener · Reino Unido · 6 s 55                                               | Ronald Pognon · França · 6 s 62                                                                    | Kostyantyn Vasyukov · Ucrânia · 6 s 62                                                               |
| 200 m                | Tobias Unger · Alemanha · 20 s 53                                                   | Chris Lambert · Reino Unido · 20 s 69                                                              | Marcin Urbas · Polónia · 21 s 04                                                                     |
| 400 m                | David Gillick · Irlanda · 46 s 30                                                   | David Canal · Espanha · 46 s 64                                                                    | Sebastian Gatzka · Alemanha · 46 s 88                                                                |
| 800 m                | Dmitriy Bogdanov · Rússia · 1 min 48 s 61                                           | Antonio Manuel Reina · Espanha · 1 min 48 s 76                                                     | Juan de Dios Jurado · Espanha · 1 min 49 s 11                                                        |
| 1500 m               | Ivan Heshko · Ucrânia · 3 min 36 s 70                                               | Juan Carlos Higuero · Espanha · 3 min 37 s 98                                                      | Reyes Estévez · Espanha · 3 min 38 s 90                                                              |
| 3000 m               | Alistair Cragg · Irlanda · 7 min 46 s 32                                            | John Mayock · Reino Unido · 7 min 51 s 46                                                          | Reyes Estévez · Espanha · 7 min 51 s 65                                                              |
| 60 m com barreiras   | Ladji Doucouré · França · 7 s 50                                                    | Felipe Vivancos · Espanha · 7 s 61                                                                 | Robert Kronberg · Suécia · 7 s 65                                                                    |
| 4x400 m              | França · Richard Maunier · Rémi Wallard · Brice Panel · Marc Raquil · 3 min 07 s 90 | Reino Unido · Dale Garland · Daniel Cossins · Richard Davenport · Gareth Warburton · 3 min 09 s 53 | Rússia · Andrey Polukeyev · Aleksandr Usov · Dmitriy Forshev · Aleksandr Broshchenko · 3 min 09 s 63 |
| salto em altura      | Stefan Holm · Suécia · 2,40 m                                                       | Yaroslav Rybakov · Rússia · 2,38 m                                                                 | Pavel Fomenko · Rússia · 2,32 m                                                                      |
| salto com vara       | Igor Pavlov · Rússia · 5,90 m (RC)                                                  | Denys Yurchenko · Ucrânia · 5,85 m                                                                 | Tim Lobinger · Alemanha · 5,80 m                                                                     |
| salto em comprimento | Joan Lino Martinez · Espanha · 8,37 m                                               | Bogdan Tarus · Roménia · 8,14 m                                                                    | Volodymyr Zyuskov · Ucrânia · 7,99 m                                                                 |
| salto triplo         | Igor Spasovkhodskiy · Rússia · 17,20 m                                              | Mykola Savolainen · Ucrânia · 17,01 m                                                              | Aleksandr Petrenko · Rússia · 16,98 m                                                                |
| arremesso de peso    | Joachim Olsen · Dinamarca · 21,19 m                                                 | Rutger Smith · Países Baixos · 20,79 m                                                             | Manuel Martinez · Espanha · 20,51 m                                                                  |
| heptatlo             | Roman Šebrle · Chéquia · 6 232 pontos                                               | Aleksandr Pogorelov · Rússia · 6 111 pontos                                                        | Roland Schwarzl · Áustria · 6 064 pontos                                                             |

Feminino 
| Evento               | Ouro | Prata                                                                                           | Bronze                                                                                          |
| 60 m                 | Kim Gevaert · Bélgica · 7 s 16                                                                          | Yeoryia Kokloni · Grécia · 7 s 18                                                               | Maria Karastamati · Grécia · 7 s 25                                                             |
| 200 m                | Ivet Lalova · Bulgária · 22 s 91                                                                        | Karin Mayr-Krifka · Áustria · 22 s 94                                                           | Jacqueline Poelman · Países Baixos · 23 s 42                                                    |
| 400 m                | Svetlana Pospelova · Rússia · 50 s 41                                                                   | Sviatlana Usovich · Bielorrússia · 50 s 55                                                      | Irina Rosikhina · Rússia · 52 s 05                                                              |
| 800 m                | Larisa Chzhao · Rússia · 1 min 59 s 97                                                                  | Mayte Martinez · Espanha · 2 min 00 s 52                                                        | Natalya Tsyganova · Rússia · 2 min 01 s 62                                                      |
| 1500 m               | Elena Iagăr · Roménia · 4 min 03 s 09                                                                   | Corina Dumbravean · Roménia · 4 min 05 s 88                                                     | Hind Dehiba · França · 4 min 07 s 20                                                            |
| 3000 m               | Lidia Chojecka · Polónia · 8 min 43 s 76                                                                | Susanne Pumper 8 min 47 s 74                                                                    | Sabrina Mockenhaupt · Alemanha · 8 min 47 s 76                                                  |
| 60 m com barreiras   | Susanna Kallur · Suécia · 7 s 80                                                                        | Jenny Kallur · Suécia · 7 s 99                                                                  | Kirsten Bolm · Alemanha · 8 s 00                                                                |
| 4x400 m              | Rússia · Tatyana Levina · Yuliya Pechonkina · Irina Rosikhina · Svetlana Pospelova · 3 min 28 s 00 (RC) | Polónia · Anna Pacholak · Monika Bejnar · Marta Chrust-Rozej · Małgorzata Pskit · 3 min 29 s 37 | Reino Unido · Melanie Purkiss · Donna Fraser · Catherine Murphy · Lee McConnell · 3 min 29 s 81 |
| salto em altura      | Anna Chicherova · Rússia · 2,01 m                                                                       | Ruth Beitia · Espanha · 1,99 m                                                                  | Venelina Veneva · Bulgária · 1,97 m                                                             |
| salto com vara       | Yelena Isinbayeva · Rússia · 4,90 m                                                                     | Anna Rogowska · Polónia · 4,75 m                                                                | Monika Pyrek · Polónia · 4,70 m                                                                 |
| salto em comprimento | Naide Gomes · Portugal · 6,70 m                                                                         | Stiliani Pilatou · Grécia · 6,64 m                                                              | Adina Anton · Roménia · 6,59 m · Bianca Kappler · Alemanha                                      |
| salto triplo         | Viktoriya Gurova · Rússia · 14,74 m                                                                     | Magdelin Martinez · Itália · 14,54 m                                                            | Carlota Castrejana · Espanha · 14,45 m                                                          |
| arremesso de peso    | Nadzeya Astapchuk · Bielorrússia · 19,37 m                                                              | Krystyna Zabawska · Polónia · 18,96 m                                                           | Olga Ryabinkina · Rússia · 18,83 m                                                              |
| pentatlo             | Carolina Klüft · Suécia · 4949 pontos                                                                   | Kelly Sotherton · Reino Unido · 4733 pontos                                                     | Natalya Dobrynska · Ucrânia · 4667 pontos                                                       |

## Quadro de medalhas
| Ordem | País          | Medalha de ouro | Medalha de prata | Medalha de bronze | Total |
| ----- | ------------- | --------------- | ---------------- | ----------------- | ----- |
| 1     | Rússia        | 9               | 2                | 6                 | 17    |
| 2     | Suécia        | 3               | 1                | 1                 | 5     |
| 3     | França        | 2               | 1                | 1                 | 4     |
| 4     | Irlanda       | 2               | 0                | 0                 | 2     |
| 5     | Espanha       | 1               | 6                | 5                 | 12    |
| 6     | Reino Unido   | 1               | 4                | 1                 | 6     |
| 7     | Polónia       | 1               | 3                | 2                 | 6     |
| 8     | Ucrânia       | 1               | 2                | 3                 | 6     |
| 9     | Roménia       | 1               | 2                | 1                 | 4     |
| 10    | Bielorrússia  | 1               | 1                | 0                 | 2     |
| 11    | Alemanha      | 1               | 0                | 5                 | 6     |
| 12    | Bulgária      | 1               | 0                | 1                 | 2     |
| 13=   | Bélgica       | 1               | 0                | 0                 | 1     |
| 13=   | Chéquia       | 1               | 0                | 0                 | 1     |
| 13=   | Dinamarca     | 1               | 0                | 0                 | 1     |
| 13=   | Portugal      | 1               | 0                | 0                 | 1     |
| 17=   | Áustria       | 0               | 2                | 1                 | 3     |
| 17=   | Grécia        | 0               | 2                | 1                 | 3     |
| 19    | Países Baixos | 0               | 1                | 1                 | 2     |
| 20    | Itália        | 0               | 1                | 0                 | 1     |

## Participantes por nacionalidade
| - Albânia (2) - Armênia (1) - Áustria (8) - Bielorrússia (11) - Bélgica (9) - Bulgária (8) - Croácia (6) - Chipre (3) - Chéquia (16) - Dinamarca (5) - Estónia (10) - Finlândia (13) - França (44) - Geórgia (2) | - Alemanha (36) - Reino Unido (44) - Grécia (24) - Hungria (6) - Islândia (1) - Irlanda (16) - Israel (2) - Itália (21) - Letônia (5) - Liechtenstein (1) - Lituânia (3) - Luxemburgo (1) - Malta (3) - Moldávia (2) | - Países Baixos (12) - Polónia (31) - Portugal (13) - Roménia (18) - Rússia (64) - Sérvia e Montenegro (4) - Eslováquia (6) - Eslovênia (17) - Espanha (46) - Suécia (20) - Suíça (6) - Turquia (2) - Ucrânia (21) |